# Ophraea maculicollis
Ophraea maculicollis is een keversoort uit de familie bladkevers (Chrysomelidae). De wetenschappelijke naam van de soort werd in 1953 gepubliceerd door Blake.